# Claude Danthony
Claude Danthony est un mathématicien, juriste et syndicaliste français né le 9 avril 1961 au Puy-en-Velay et mort le 8 octobre 2021 à Lyon.
Spécialiste de droit administratif, auteur d'un abondant contentieux dans le domaine de l'éducation et de l'enseignement supérieur, il est notamment à l'origine d'un « grand arrêt » du Conseil d'État en 2011 auquel il donne son nom.

## Biographie

### Jeunesse et études
Claude Louis Danthony naît au Puy-en-Velay en 1961, dans une famille d'instituteurs « aux ascendances paysannes altiligériennes »,.
Après des études secondaires au lycée Charles et Adrien Dupuy du Puy-en-Velay, il entre en 1978 en classes préparatoires au lycée Blaise Pascal, à Clermont-Ferrand. En 1981, il réussit le concours de l'école normale supérieure de Saint-Cloud, où il poursuit des études de mathématiques.
Trois ans plus tard, il entame une thèse en géométrie différentielle à l'université Paris-XI, sous la direction de François Laudenbach, intitulée : Réseaux ferroviaires et feuilletages orientés de surfaces. Il la soutient en 1986, après avoir dû redémontrer au dernier moment un lemme dont la preuve citée était fausse ; cet épisode lui vaut des commentaires élogieux.

### Carrière universitaire et syndicale
Sa carrière de chercheur commence au Brésil, à l'Instituto de Matemática Pura e Aplicada de Rio de Janeiro. Il y rédige plusieurs contributions qui constitueront l'essentiel de ses travaux de recherche mathématiques,,.

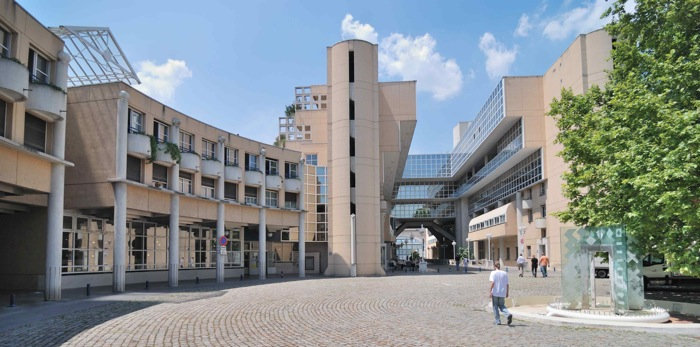
Le site Monod (sciences exactes et expérimentales) de l'École normale supérieure de Lyon.

Puis, en 1989, il est recruté comme maître de conférences à l'École normale supérieure de Lyon (issue du déménagement de l'ENS de Saint-Cloud en 1987), où il restera en poste jusqu'à son décès. Enseignant apprécié, il s'implique notamment dans les cours de préparation à l'agrégation de mathématiques où il forme de nombreux futurs enseignants,.
Adhérent au SNESUP-FSU, il est élu dès 1991 au conseil d'administration de l'école où il siégera pendant plus de trente ans. Pendant cette période, il mène de nombreux combats syndicaux, en particulier sous l'angle juridique. En 2002, avec un « Collectif contre la précarité à l'ENS » il accompagne notamment les personnels de bibliothèque de l'école dans un procès qui aboutit à la condamnation d'un prestataire de l'ENS à deux mois de prison pour prêt illégal de main-d'œuvre (le directeur de l'école, Bernard Bigot, est relaxé).
Particulièrement attaché à la démocratie universitaire et à la place des représentants élus dans la gestion des établissements d'enseignement supérieur,,, il prend la tête d'une intersyndicale qui s'oppose à la fusion de l'ENS Lyon (sciences) et de l'ENS Lettres et Sciences humaines prévue au 1er janvier 2010, estimant que le processus est mené « à marche forcée » et que le projet d'établissement fusionné n'est pas suffisamment démocratique. Attaquant le décret de création de la nouvelle ENS de Lyon devant le Conseil d'État, il obtient son annulation dans une décision qui fait rapidement jurisprudence,,,. Si un nouveau décret est finalement adopté en 2012, le litige lié au manque démocratie supposé de la nouvelle école se poursuit dans de nombreuses procédures (qui aboutiront à plusieurs reprises à l'annulation de la composition de son conseil d'administration,) et soulève un important mouvement étudiant dans l'ENS en 2017.

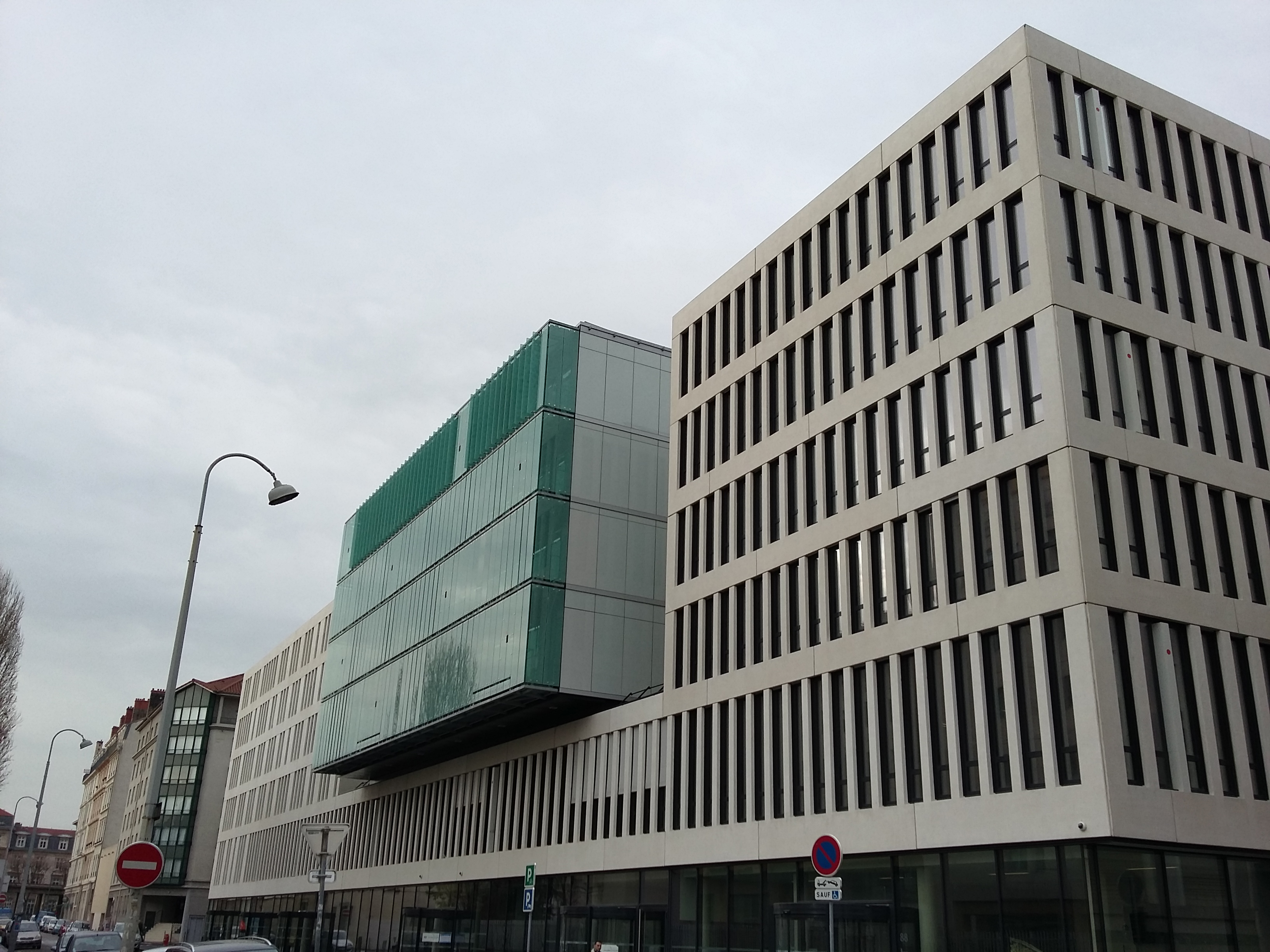
Le siège de l'Université de Lyon, rue Pasteur à Lyon.

Ce combat pour sa vision de la démocratie prend une autre dimension en 2013, lorsque Claude Danthony crée l'association Démocratie et transparence à l'Université de Lyon (DTUL), qui rassemble des universitaires et syndicalistes issus de l'ensemble des établissements universitaires lyonnais et stéphanois. Il devient alors le chef de file de l'opposition au projet de fusion universitaire à Lyon (notamment dans le cadre du plan Initiatives d'excellence), et entame une véritable guérilla juridique contre l'Université de Lyon, structure qui fédère les établissements du site et porte le projet de fusion,.
Il fait notamment annuler son décret de création à deux reprises, ses élections de 2015 et 2019,,, la composition de son conseil d'administration à cinq reprises et ses budgets pour les années 2013, 2014 et 2015, paralysant un établissement qu'il juge antidémocratique.
Au sein de l'Université de Lyon, ses détracteurs critiquent le « harcèlement » d'un « obsessionnel », et mettent en avant des frais juridiques de plusieurs dizaines de milliers d'euros,,. Candidat à la présidence de l'établissement en 2015, il n'obtient aucune voix et est battu par Khaled Bouabdallah, le président de l'université Jean-Monnet.
En 2020, l'État est finalement contraint d'abandonner le projet de fusion universitaire à Lyon et Saint-Étienne face aux déboires institutionnels et à une opposition croissante,,.
En 2018, Claude Danthony obtient par ailleurs l'annulation de la création du Musée des Confluences par le tribunal administratif, estimant que le risque financier pour l'ENS (membre de l'EPCC) est trop important et que la représentation des personnels n'est pas correctement assurée dans l'établissement,.

### Vie privée: un «père de famille» aux nombreux engagements
Marié (puis divorcé), père de deux enfants, Claude Danthony s'engage à plusieurs reprises dans des mobilisations liées à la scolarité de ses enfants.
En 1998, il crée un collectif de parents en réaction à un plan d'économies engagé par la mairie de Lyon, impliquant en particulier plusieurs dizaines de suppressions de postes dans les crèches municipales. La première manifestation organisée par le collectif rassemblée 500 parents. Quelques mois plus tard, Claude Danthony s'appuie sur Gérard Collomb, pourtant membre de l'exécutif municipal, pour mettre Raymond Barre en minorité dans son conseil municipal pour la première fois,, et obtient l'abandon des suppressions de postes.
Quelques années plus tard, représentant local de la FCPE, il se mobilise contre la construction d'une école sur une ancienne friche industrielle polluée,.
En 2016, il conteste le refus d'affectation en lycée de sa fille par la plateforme Affelnet et engage une procédure devant le Conseil d'État.

### Mort et hommages
Le 8 octobre 2021, alors qu'il s'apprête à intervenir dans un colloque de droit à l'université Lyon-III, Claude Danthony est victime d'un malaise cardiaque et décède, à l'âge de 60 ans,.
Sa mort est rapidement suivie de nombreux hommages dans le monde universitaire. Anciens étudiants et collègues évoquent un enseignant « passionné et apprécié »,,,. Son syndicat, le SNESUP-FSU, mais aussi la CGT, Sud, L'Alternative et l'UNEF saluent « un allié comme rarement nous en avons connu » et soulignent sa force de travail, son opiniâtreté et son érudition juridique,,,. Les hommages affluent aussi dans sa discipline d'adoption, le droit : l'AJDA lui consacre son éditorial puis publie son portrait quelques mois plus tard, et un colloque sur les dix ans de « sa » jurisprudence organisé à Sciences Po est dédié à sa mémoire.

## Actions et contributions juridiques

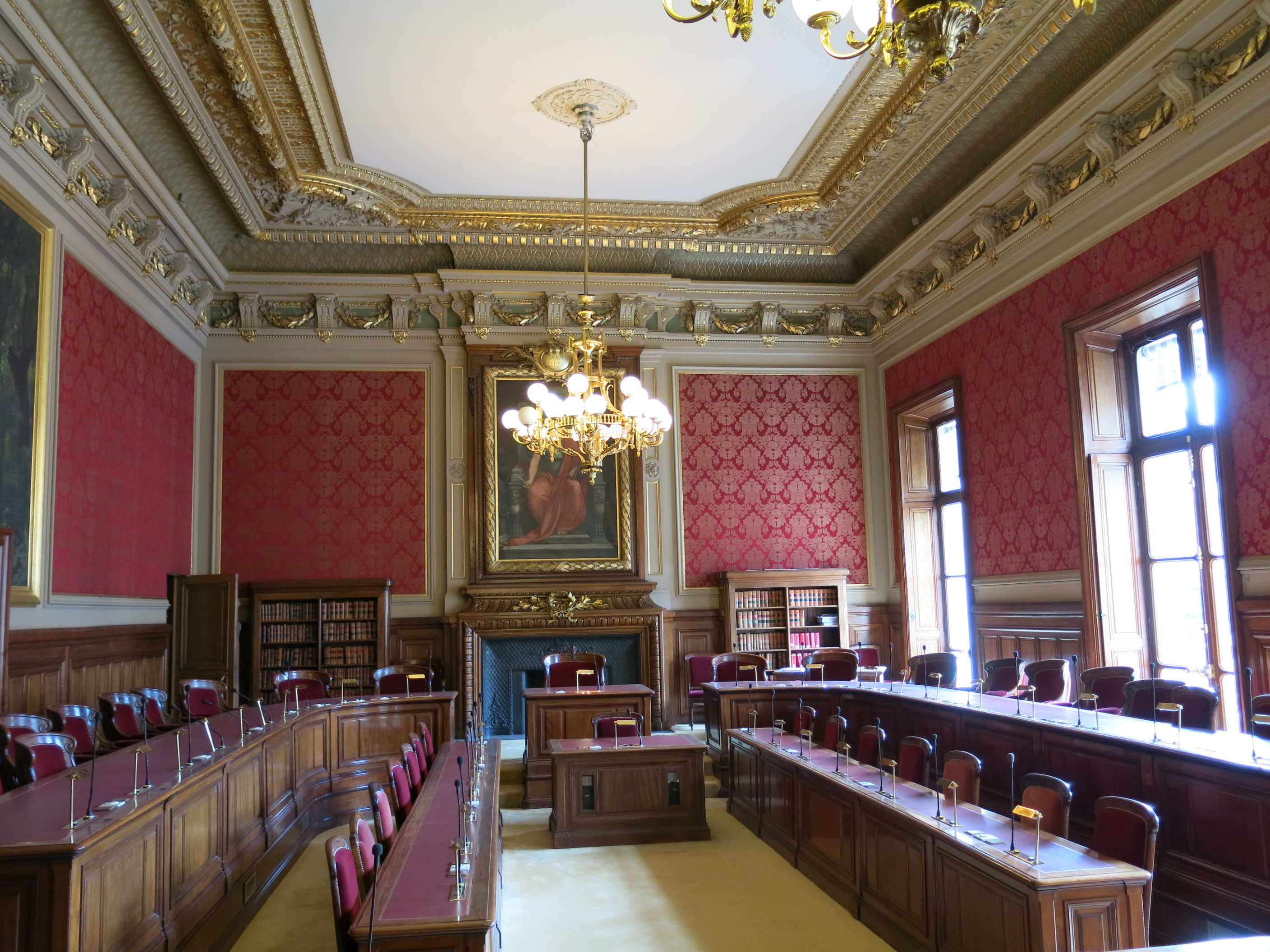
La salle du contentieux du Conseil d'État.

Praticien du droit, comme il se décrivait lui-même, sans pour autant en être un théoricien, Claude Danthony est l'auteur d'un très abondant contentieux (plus de 120 recours devant les tribunaux administratifs, et près de 20 devant le Conseil d'État) qui le classe dans la famille des « requérants d'habitude ». Cependant, à rebours de l'image négative véhiculée par ce qualificatif, le sérieux de ses argumentations juridiques est reconnu dans les facultés de droit comme dans les tribunaux,. Le taux de succès de ses recours au fond est ainsi de 83 %, et il est à l'origine de deux décisions d'assemblée et de plusieurs décisions publiées au recueil Lebon. Sa seule amende pour recours abusif, infligée en 2018, est annulée en appel.

### Sur le pouvoir d'injonction du juge administratif
Au moins depuis 1951, le Conseil d'État estime que le Gouvernement ne peut pas refuser de prendre un décret d'application (ou autre texte réglementaire) nécessaire à l'application d'une loi, et qu'un tel refus constitue même une faute susceptible de justifier une indemnisation,. Ce refus est donc annulé par le Conseil d'État, mais ce dernier n'a longtemps pas disposé des moyens de faire appliquer cette annulation en obligeant l'exécutif à adopter les textes d'application concernés.

À partir de 1980, une astreinte peut être prononcée en cas d'inexécution d'un jugement, mais ce n'est qu'en 1995 qu'une loi dote les juridictions administratives d'un réel pouvoir d'injonction :
Lorsqu'il règle un litige au fond par une décision qui implique nécessairement une mesure d'exécution dans un sens déterminé, le Conseil d'État, saisi de conclusions en ce sens, prescrit cette mesure et peut assortir sa décision d'une astreinte à compter d'une date qu'il détermine.
En 1996, dans un recours relatif à l'adoption d'un décret fixant le cadre applicable aux annexes d'un logement pour l'ouverture du droit à l'aide personnalisée au logement, Claude Danthony demande et obtient la première injonction faite au Premier ministre d'adopter, sans délai, les mesures réglementaires nécessaires à l'application d'une loi (CÉ, sec., 26 juillet 1996, 160515, Ass. lyonnaise de protection des locataires),,.

C'est dans une matière similaire que le Conseil d'État rend en 2004 une première décision d'assemblée Danthony, dans un recours tendant à l'adoption d'un décret fixant les modalités d'exonération du ticket modérateur pour certains patients (CÉ, ass., 7 juillet 2004, 250688, Danthony). À l'occasion de cet arrêt, l'assemblée du contentieux consacre le considérant de principe introduit dans un arrêt France Nature Environnement de 2000 et rattache à la Constitution l'obligation, pour le Gouvernement, d'exercer effectivement le pouvoir réglementaire :
Considérant qu'en vertu de l'article 21 de la Constitution, le Premier ministre assure l'exécution des lois et exerce le pouvoir réglementaire sous réserve de la compétence conférée au Président de la République par l'article 13 de la Constitution ; que l'exercice du pouvoir réglementaire comporte, non seulement le droit, mais aussi l'obligation de prendre dans un délai raisonnable les mesures qu'implique nécessairement l'application de la loi, hors le cas où le respect des engagements internationaux de la France y ferait obstacle ; (...).
Ce considérant, abondamment repris dans la jurisprudence, fixe le « mode d'emploi » de l'injonction au Premier ministre de prendre une mesure d'application.

### Sur les vices entachant un acte administratif: l'arrêtDanthony
En 2009, quand Claude Danthony attaque le décret fusionnant les deux ENS de Lyon, il se fonde notamment sur deux vices de procédure : les conseils d'administration des deux écoles se sont prononcés ensemble sur le projet de décret, et cette consultation n'a pas été précédée d'un avis des comités techniques. Face à la question de savoir si ces vices doivent entraîner l'annulation du décret, le Conseil d'État va entièrement réformer sa jurisprudence en matière de vices de procédure.
À la date de l'examen du recours, celle-ci est particulièrement insaisissable et s'appuie sur une théorie des formalités « substantielles » (et donc de nature à entraîner l'annulation si elles sont entachées d'un vice) ou non,. Cependant, un article de la récente loi « Warsmann », dont la défense comme la rapporteure publique proposent de faire une application immédiate, permet au Conseil d'État de généraliser un nouveau principe :

« Considérant que l'article 70 de la loi du 17 mai 2011 dispose que : « Lorsque l'autorité administrative, avant de prendre une décision, procède à la consultation d'un organisme, seules les irrégularités susceptibles d'avoir exercé une influence sur le sens de la décision prise au vu de l'avis rendu peuvent, le cas échéant, être invoquées à l'encontre de la décision » ;
Considérant que ces dispositions énoncent, s'agissant des irrégularités commises lors de la consultation d'un organisme, une règle qui s'inspire du principe selon lequel, si les actes administratifs doivent être pris selon les formes et conformément aux procédures prévues par les lois et règlements, un vice affectant le déroulement d'une procédure administrative préalable, suivie à titre obligatoire ou facultatif, n'est de nature à entacher d'illégalité la décision prise que s'il ressort des pièces du dossier qu'il a été susceptible d'exercer, en l'espèce, une influence sur le sens de la décision prise ou qu'il a privé les intéressés d'une garantie ; que l'application de ce principe n'est pas exclue en cas d'omission d'une procédure obligatoire, à condition qu'une telle omission n'ait pas pour effet d'affecter la compétence de l'auteur de l'acte ; (...) »

Donnant les nouveaux critères d'évaluation des vices de procédure, cet arrêt sera suivi d'une copieuse jurisprudence tendant à qualifier quelles procédures constituent une « garantie » et quels vices sont susceptibles d'exercer une « influence »,.

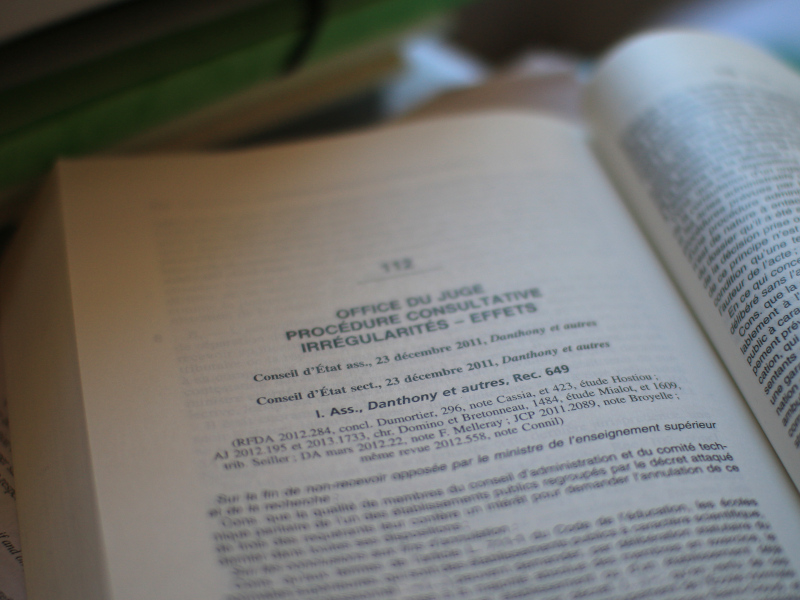
Les arrêts Danthony figurent aux Grands arrêts de la jurisprudence administrative (Dalloz, 21e éd. pour la photo).

Véritable tournant qui figure rapidement aux Grands arrêts, l'arrêt Danthony conforte une vision pragmatique de l'office du juge, qui retient un vice non tant parce qu'il enfreint le principe de légalité que parce qu'il a concrètement affecté une situation,. En cela, il est l'aboutissement d'une volonté progressive de « neutralisation » de certains vices de procédure, exprimée notamment par le président Labetoulle et le dernier rapport public annuel du Conseil d'État et rappelée par la rapporteure publique Gaëlle Dumortier,. Il doit être rapproché d'arrêts qui lui sont contemporains et renforcent la sécurité juridique de l'action administrative, par exemple lorsqu'ils consacrent de nouveaux principes de substitution de base légale ou de motif,, ou encore qu'ils tendent à la modulation dans le temps des effets d'une annulation.
Fait singulier, cet arrêt donne naissance à un verbe : on dit des nombreux vices neutralisés en vertu de cette jurisprudence qu'ils sont « danthonysés »,,.
Claude Danthony ne subit pas cette « danthonysation », pourtant demandée par la rapporteure publique : jugeant que les conditions de délibération des conseils des ENS ont eu une influence sur leur vote et affirmant que la consultation des comités techniques découle d'une garantie constitutionnelle, le Conseil d'État censure le décret de fusion attaqué. Enfin, dans un deuxième arrêt rendu le même jour et également cité aux Grands arrêts, il annule de même le passage des deux ENS aux responsabilités et compétences élargies.